# Tibia a sciabola
La tibia a sciabola è una malformazione congenita della tibia caratterizzata da un restringimento in senso trasversale e da una curvatura anteriore in senso longitudinale della stessa.

## Eziologia
Tale malformazione può essere osservata come della periostite da sifilide congenita, del rachitismo e dell'osteite deformante.

## Trattamento
L'utilizzo precoce di tutori permette la rettilineizzazione non traumatica della tibia e può evitare una progressione verso la pseudoartrosi della superfici articolari della tibia.
La terapia chirurgica si rende necessaria per la correzione della eventuale curvatura del perone e consiste in fratturazione manuale o osteotomia con conseguente utilizzo di garze gessate.